# Ши
Ши (на норвежки: Ski) е град и община в южна Норвегия, фюлке Акешхус. Намира се на около 20 km южно от столицата Осло. Има жп гара. Търговски център. Населението на града е около 12 000 жители, а на общината 27 479 според данни от преброяването към 1 януари 2008 г.

## Спорт
Представителният футболен отбор на града се казва ФК Фолу.